# Elide
L'Elide (in greco Ηλεία?, Ilìa; in greco antico: Ἦλις?, Ḕlis; in dialetto dorico Ἆλις Ālis; nei dialetti locali Ϝάλις Wàlis, "valle", con conservazione del digamma) è una regione storica dell'antica Grecia situata nel Peloponneso. I suoi centri principali erano la città eponima Elea, Olimpia e Pisa.

## Geografia
L'Elide confinava a nord con l'Acaia, ad est con l'Arcadia, a sud con la Messenia, ed era bagnata ad ovest dal Mar Ionio. La conformazione geografica dell'Elide è simile alle vicine Acaia e Arcadia; i suoi monti sono le propaggini occidentali dell'altopiano arcade, i suoi principali corsi d'acqua nascono in Arcadia.
La regione detta Elide era suddivisa in tre distretti:
- Elide Cava, o bassa Elide;
- Pisatide, territorio di Pisa;
- Trifilia ("le tre tribù"), la parte più meridionale, spesso causa di contese con Sparta che occupava la confinante Messenia.

Coele, la più settentrionale, era il maggiore dei distretti, bagnata dal Peneo e dal suo tributario Ladone. La regione andava orgogliosa per il bestiame e i cavalli. La Pisatide si stendeva a sud est fino alla riva destra dell'Alfeo quindi di fronte alla sacra Olimpia; era suddivisa tra otto città. Gli abitanti risentivano come una grande ingiustizia che Elis, più lontana, esercitasse uno stretto controllo su Olimpia e ne godesse il prestigio ed i profitti; spesso tentarono, e occasionalmente con successo, di aggiudicarsi la gestione dei giochi, il che portò a numerosi scontri.

## Elei
Il musicista ateniese Stratonico dichiarava che gli Elei erano i più barbari di tutti gli Elleni  (Gli Ateniesi, fieri delle loro presunte origini predoriche e della purezza del loro linguaggio erano sempre pronti ad affibbiare patenti di barbarismo, cioè dell'uso di un linguaggio non abbastanza greco).
"E quando gli fu chiesto chi fossero i peggiori dei popoli, egli celiò che "in Panfilia, i peggiori erano gli abitanti di Phas Elide; ma che i peggiori del mondo erano gli abitanti di Sidete"; e quando gli fu chiesto di nuovo, secondo Egesandro, quali erano i più grandi Barbari (ovvero parlanti un linguaggio non greco), se i Tessali o i Beoti, rispose  "gli Elei".
In Esichio (s.v. βαρβαρόφωνοι) e altri lessici antichi gli Elei sono enumerati fra i barbari. In effetti il dialetto dorico nordoccidentale dell'Elide è tra i più difficili da leggere per i moderni epigrafisti, subito dopo il dialetto eolico.

## Città
- Caa
- Calcide
- Cicisio
- Elea
- Lepreo